# The Power of Love (Frankie Goes to Hollywood)
The Power of Love is een nummer van de Britse band Frankie Goes to Hollywood. Het nummer verscheen op hun debuutalbum Welcome to the Pleasuredome uit 1984. Op 19 november van dat jaar werd het nummer uitgebracht als de derde single van het album. Het was tevens de derde nummer 1-single van de band in thuisland het Verenigd Koninkrijk, waarmee zij de eerste artiest sinds Gerry & the Pacemakers in 1964 werden die deze prestatie leverde.

## Achtergrond
Ondanks dat de tekst er niet aan refereert, zorgen diverse aspecten van "The Power of Love" ervoor dat het vaak als kerstmuziek wordt beschouwd. Onder andere de tijd van uitgave (medio november) en de melodie suggereren dat het nummer met kerst te maken heeft. Dit gevoel wordt verder versterkt door de singlehoes en de videoclip, geregisseerd door Godley & Creme, waarin te zien is hoe de wijzen uit het oosten de reis afleggen om bij de geboorte van Jezus aanwezig te zijn.
Het nummer werd voor het eerst gespeeld tijdens de John Peel Sessions waar de band in 1983 speelde. Deze versie was langzamer dan de versie die uiteindelijk op single werd uitgebracht. Het werd de derde opeenvolgende nummer 1-hit van de band in thuisland het Verenigd Koninkrijk, wat tevens de laatste keer betekende dat zij de toppositie in de UK Singles Chart behaalden. Na één week werd het ingehaald door "Do They Know It's Christmas?" van Band Aid. Samen met "Last Christmas" van Wham!, "Thank God It's Christmas" van Queen en "We All Stand Together" van Paul McCartney zorgden deze platen voor een unieke situatie en hevige concurrentie in de strijd om de Britse nummer 1-positie met kerst 1984, die uiteindelijk werd gewonnen door Band Aid. 
In Nederland was de plaat op zondag 18 november 1984 KRO's Speciale Aanbieding op Hilversum 3 en werd een grote hit in de destijds drie hitlijsten op de nationale popzender. De plaat bereikte de 9e positie in de Nederlandse Top 40, de 10e positie in de Nationale Hitparade en zelfs de 7e positie in de TROS Top 50. In de Europese hitlijst op Hilversum 3, de TROS Europarade, bereikte de plaat de 5e positie.
In België werd de 6e positie bereikt in zowel de Vlaamse Ultratop 50 als de Vlaamse Radio 2 Top 30. 
In 1993 werd het nummer opnieuw uitgebracht en behaalde de tiende plaats in thuisland het Verenigd Koninkrijk, terwijl een remix uit 2000 de zesde plaats behaalde. In 2012 maakte de Britse singer-songwriter Gabrielle Aplin een cover van het nummer, dat werd gebruikt in de kerstcommercial van het warenhuis John Lewis en de nummer 1-positie behaalde in thuisland het Verenigd Koninkrijk.

## Hitnoteringen

### Nederlandse Top 40
| Hitnotering: 01-12-1984 t/m 09-02-1985 | Hitnotering: 01-12-1984 t/m 09-02-1985 | Hitnotering: 01-12-1984 t/m 09-02-1985 | Hitnotering: 01-12-1984 t/m 09-02-1985 | Hitnotering: 01-12-1984 t/m 09-02-1985 | Hitnotering: 01-12-1984 t/m 09-02-1985 | Hitnotering: 01-12-1984 t/m 09-02-1985 | Hitnotering: 01-12-1984 t/m 09-02-1985 | Hitnotering: 01-12-1984 t/m 09-02-1985 | Hitnotering: 01-12-1984 t/m 09-02-1985 | Hitnotering: 01-12-1984 t/m 09-02-1985 | Hitnotering: 01-12-1984 t/m 09-02-1985 |
| Week                                   | 1                                      | 2                                      | 3                                      | 4                                      | 5                                      | 6                                      | 7                                      | 8                                      | 9                                      | 10                                     |                                        |
| -------------------------------------- | -------------------------------------- | -------------------------------------- | -------------------------------------- | -------------------------------------- | -------------------------------------- | -------------------------------------- | -------------------------------------- | -------------------------------------- | -------------------------------------- | -------------------------------------- | -------------------------------------- |
| Nummer                                 | 39                                     | 31                                     | 28                                     | 23                                     | 15                                     | 11                                     | 9                                      | 9                                      | 14                                     | 19                                     | uit                                    |

### Nationale Hitparade
| Hitnotering: 08-12-1984 t/m 16-02-1985 | Hitnotering: 08-12-1984 t/m 16-02-1985 | Hitnotering: 08-12-1984 t/m 16-02-1985 | Hitnotering: 08-12-1984 t/m 16-02-1985 | Hitnotering: 08-12-1984 t/m 16-02-1985 | Hitnotering: 08-12-1984 t/m 16-02-1985 | Hitnotering: 08-12-1984 t/m 16-02-1985 | Hitnotering: 08-12-1984 t/m 16-02-1985 | Hitnotering: 08-12-1984 t/m 16-02-1985 | Hitnotering: 08-12-1984 t/m 16-02-1985 | Hitnotering: 08-12-1984 t/m 16-02-1985 | Hitnotering: 08-12-1984 t/m 16-02-1985 | Hitnotering: 08-12-1984 t/m 16-02-1985 |
| Week                                   | 1                                      | 2                                      | 3                                      | 4                                      | 5                                      | 6                                      | 7                                      | 8                                      | 9                                      | 10                                     | 11                                     |                                        |
| -------------------------------------- | -------------------------------------- | -------------------------------------- | -------------------------------------- | -------------------------------------- | -------------------------------------- | -------------------------------------- | -------------------------------------- | -------------------------------------- | -------------------------------------- | -------------------------------------- | -------------------------------------- | -------------------------------------- |
| Positie                                | 18                                     | 16                                     | 16                                     | 13                                     | 14                                     | 14                                     | 10                                     | 11                                     | 19                                     | 28                                     | 45                                     | uit                                    |

### TROS Top 50
Hitnotering: 29-11-1984 t/m 14-02-1985. Hoogste notering: #7 (1 week).

### TROS Europarade
Hitnotering: 10-12-1984 t/m 11-03-1985. Hoogste notering: #5 (1 week).

### NPO Radio 2 Top 2000
| Nummer met noteringen in de NPO Radio 2 Top 2000 | '99 | '00 | '01 | '02 | '03 | '04 | '05 | '06 | '07 | '08 | '09 | '10 | '11 | '12 | '13 | '14 | '15 | '16 | '17 | '18 | '19 | '20 | '21 | '22 | '23 | '24 |
| ------------------------------------------------ | --- | --- | --- | --- | --- | --- | --- | --- | --- | --- | --- | --- | --- | --- | --- | --- | --- | --- | --- | --- | --- | --- | --- | --- | --- | --- |
| The Power of Love                                | 334 | 430 | 458 | 413 | 561 | 424 | 639 | 515 | 679 | 543 | 718 | 684 | 702 | 623 | 565 | 555 | 441 | 452 | 387 | 537 | 574 | 546 | 505 | 552 | 531 | 553 |

1. ↑  Een vetgedrukt getal geeft de hoogste notering aan.